# تاموت
تاموت (به انگلیسی: Tumut) یک شهرک در استرالیا است که در Tumut Shire واقع شده‌است.